# افشین اولیایی
افشین اولیایی (زادهٔ آمل) بازیکن سابق و مربی فعلی والیبال اهل ایران است. اولیایی سابقه حضور در تیم ملی ایران را در مسابقات بازی‌های آسیایی بوسان ۲۰۰۲ را در کارنامه دارد. وی به همراه دیگر بازیکنان تیم به مدال نقره مسابقات دست یافتند. وی در لیگ سال ۱۳۷۸ والیبال کشور به همراه تیم پیکان تهران به مقام قهرمانی رسید.